# Kimérás ház
A Khimairás ház (ukránul: Будинок з химерами), vagy Horodecki-ház  szecessziós épület Kijevben, Ukrajna fővárosában. Kijev Lipki városrészében, az Ukrán Elnöki Hivatal épületével szemben helyezkedik el. Eredetileg lakóháznak épült. 1917-ben államosították és különféle hivatali célokat szolgált. Az épületet 2005 óta reprezentációs események helyszíneként használják. Az épület előtti utca sétálóövezet. Nevét a díszítő szörnyalakokról (khimaira) kapta.

## Története

### Építése és korai története
A Khimairás házat Władysław Horodecki lengyel építész tervezte 1901-1902-ben. 1863-ban született egy jómódú lengyel nemesi családban Podóliában. 1890-ben Szentpéterváron elvégezte a Cári Művészeti Akadémiát, majd Kijevbe költözött, ahol közel 30 évig élt és alkotott. Az épület építésének idején Horodecki már jelentős kijevi építészként volt ismert, mivel közeli barátjával és társával, Anton Strauss mérnökkel együtt számos városi épületet tervezett és épített, a római katolikus Szent Miklós-templomtól kezdve a karaita kenesszán át a mai Ukrán Nemzeti Művészeti Múzeumig. Az építészet mellett Horodeckit a nagyvadak vadászata is érdekelte, ami megmagyarázza, hogy épületein miért szerepel sok állat.
Horodecki hitelből finanszírozta a ház építését, amelyet eredetileg bér- és lakóháznak szánt. Minden szinten egy-egy lakás helyezkedett el, ezeket felvonó és lépcső kötött össze. Horodecki maga lakta az épület negyedik szintjét, amely körülbelül 380 m²-es volt.
Horodecki 1901. február 1-jén vásárolta meg az első telket, és az építkezés még az év március 18-án kezdődött. A külső falak építése augusztus 21-re fejeződött be, a tető beépítése és az összes kőművesmunka szeptember 13-án fejeződött be. Az Orosz Birodalmon belüli gazdasági nehézségek miatt az épület befejezése késett. 1903 májusában még csak a legalsó szinten lévő egyik lakást és Horodecki saját lakásába költöztek be. 1903-ban a telek és az építkezés összköltsége 133 000 rubelt tett ki. Az építéséhez összesen 1550 m² földterületet használtak fel, ami összesen 15 640 rubelbe került, a bérleti díjakból származó tervezett éves nyereség 7200 rubel volt (a 19. század végén és a 20. század elején 1000 orosz rubel az aranystandard szerint 24,89 uncia aranyat ért). Horodecki friss tejhez való ragaszkodása miatt az épületen belül egy tehénistálló is helyet kapott, bár azt kifejezetten úgy helyezték el, hogy a tehenek szaga ne zavarja a bérlőket. Az épület melletti telken egy miniatűr sziklakertet (kb. 320 m²) és egy szökőkutat építettek.
Rossz pénzügyi gazdálkodása miatt, amelyhez a szafari vadász hobbija is hozzájárult, 1912 júliusában Horodecki elzálogosította az épületet a Kijevi Kölcsönös Hitelszövetkezettől felvett kölcsön biztosítékaként. Amikor Horodecki nem fizette ki a kölcsönt, az épületet 1913-ban elárverezték, és Danyiil Balahovszkij mérnök tulajdonába került, aki egy kijevi kereskedő fia volt, egyben a Blahodatinszkoje cukorgyár igazgatótanácsának elnöke, valamint kijevi francia konzuli ügynök. 1916-ban a ház a Blahodatinszkoje cukorgyár tulajdonában volt. 1918-ban az épület tulajdonjoga ismét megváltozott, Szamuil Nyimec kereskedőé. 1921-ben, miután a bolsevikok átvették Kijev irányítását, az épületet államosították, és a Kijevi Katonai Kerület több osztálya is itt kapott irodát.

### Állami tulajdonban (1921–2002)
Az 1917-es orosz forradalmat követő zavargások, függetlenségi harcok és polgárháborúk időszakát követően az épületet államosították, majd közösségi lakhatásra alakították át. Minden lakásban körülbelül kilenc-tíz család lakott. A második világháború alatt (1941–1943) az épületet elhagyták. A háború alatt a zord időjárás miatt az épület szerkezetében jelentős károk keletkeztek. A háború után az épületet rövid ideig a kertszomszédjában működő Ivan Franko Színházból evakuált színészek lakhelyéül használták; azonban az Ukrán Szovjet Szocialista Köztársaság Kommunista Pártjának Központi Bizottsága használatába került az épület, és később az elit számára az 1. számú poliklinikává alakították át. A poliklinika egészen a 20. század végéig használta az épületet. Ez idő alatt az épület majdnem kettészakadt. Az egyik rész 22 cm-t megsüllyedt, és egy nagy függőleges repedés keletkezett, amelynek szélessége körülbelül 40 cm volt. Az épület néhány építészeti részlete vagy lekopott, vagy megrepedt.
A jelentős műemléknek számító épület felújítását 2002-re tervezték, a poliklinika üzemeltetői azonban nem akartak távozni, mivel több mint 40 éve használták az épületet. Annak érdekében, hogy kikényszerítsék az épületből a lakókat, a munkások bedeszkázták az összes ablakot, és megfenyegették őket, hogy ugyanezt teszik az ajtókkal is, ha a poliklinika nem hagyja el az épületet. Csak az ukrán elnöknek az ügybe való közvetlen beavatkozása tudta  a poliklinikát a teljes kiköltözésre kényszeríteni.

### Újjáépítése és hivatalos használata
Az Ukrán Állami Tudományos Kutató- és Tervező Intézet (UkrNDIProektResztavracija) által végzett, Natalja Koszenko (1954–2007) vezette restaurálás során a munkások feltárták a teljes alsó szintet, amelyet a szovjet időkben az épület alapjának megerősítése céljából feltöltöttek a belső tér díszes dekorációjának restaurálását pedig teljesen újra kellett alkotni. Az udvaron a restaurátorok mesterséges tavat, szökőkutakat és egy miniatűr kertet helyeztek el – mindezek Horodecki eredeti terveiben szerepeltek.
Az épületet 2004 novemberében nyitották meg a Nemzeti Művészeti Múzeum „Az ukrán művészet remekművei” filiáljaként, amelytől azt várták, hogy kettős célt szolgáljon: múzeumként és az állami látogatók protokolláris elnöki találkozóhelyeként. 2005 áprilisában a kijevi városi tanács benyújtotta az ukrán kormánynak a Khimairás ház rekonstrukciójára és helyreállítására vonatkozó, 104 millió hrivnyás (kb. 20 millió USD) számlát, a tanács továbbá engedélyezte az ukrán kormánynak, hogy az épület előtt egy új teret létesítsen, lezárva az autóforgalmat a Bankova utcában, amelyet hivatalos ünnepségek alkalmával használnának.
Az épület 2005 májusa óta hivatalos elnöki rezidencia, amelyet hivatalos és diplomáciai ceremóniákhoz használnak (akárcsak a közeli Marijinszkij-palotát), maga az elnöki hivatal a vele szemben álló épületben működik. A házban tartott első jelentősebb protokollesemény Viktor Juscsenko ukrán elnök és Vlagyimir Putyin orosz elnök találkozója volt, amikor az utóbbi 2006. december 22-én Kijevbe látogatott. Az épületben tárgyalótermeket alakítottak ki tête-à-tête tárgyalások, hivatalos dokumentumok aláírása, valamint egy külön terem a sajtó számára.

## Építészeti jellemzői

### Az épület stílusa
Az épületet szecessziós stílusban tervezték, amely akkoriban viszonylag új stílus volt, és áramló, görbe vonalú, gyakran virágos és más növényi motívumokat is tartalmazó mintákat tartalmazott. Horodecki az épület külső díszítésén ilyen motívumokat ábrázolt mitikus lények és nagyvadak formájában. A khimairákkal teli házon végzett munkája miatt a „kijevi Gaudí” becenevet kapta.
A meredek lejtő miatt, amelyen az épület áll, speciálisan betonból kellett megtervezni, hogy megfelelően illeszkedjen az alapokhoz. Szemből nézve az épület csak háromszintesnek tűnik. Hátulról azonban mind a hat szintje látható. Az épület alapozásának egyik része betoncölöpökből készült, a másik pedig folyamatos alapozású. Általában ez a két megközelítés nem fér össze jól, de Horodeckinek valahogy sikerült áthidalnia ezt a technikai problémát.
Emilio Sala olasz szobrászművész volt a felelős mind a belső, mind a külső szobrászati díszítésekért, mint például sellők, delfinek és békák az épület tetején, süllyedő hajók és vadásztrófeák a külső falakon, valamint buja belső díszítések, mint például a nagy lépcsők és a lótuszvirágok szárába fojtott hatalmas harcsákat ábrázoló csillárok. A Sala által készített külső szobrok cementből készültek. A cement gyártását a „For” vállalat végezte, amelynek Horodecki volt a társigazgatója. A cementet kizárólag a vállalat főigazgatójának, Richternek a kérésére használták elsődleges építőanyagként. Az épület építésének idején a cement nem volt népszerű építőanyag, ezért a cement és beton használatát mind a ház, mind az építőanyag reklámjaként alkalmazták.

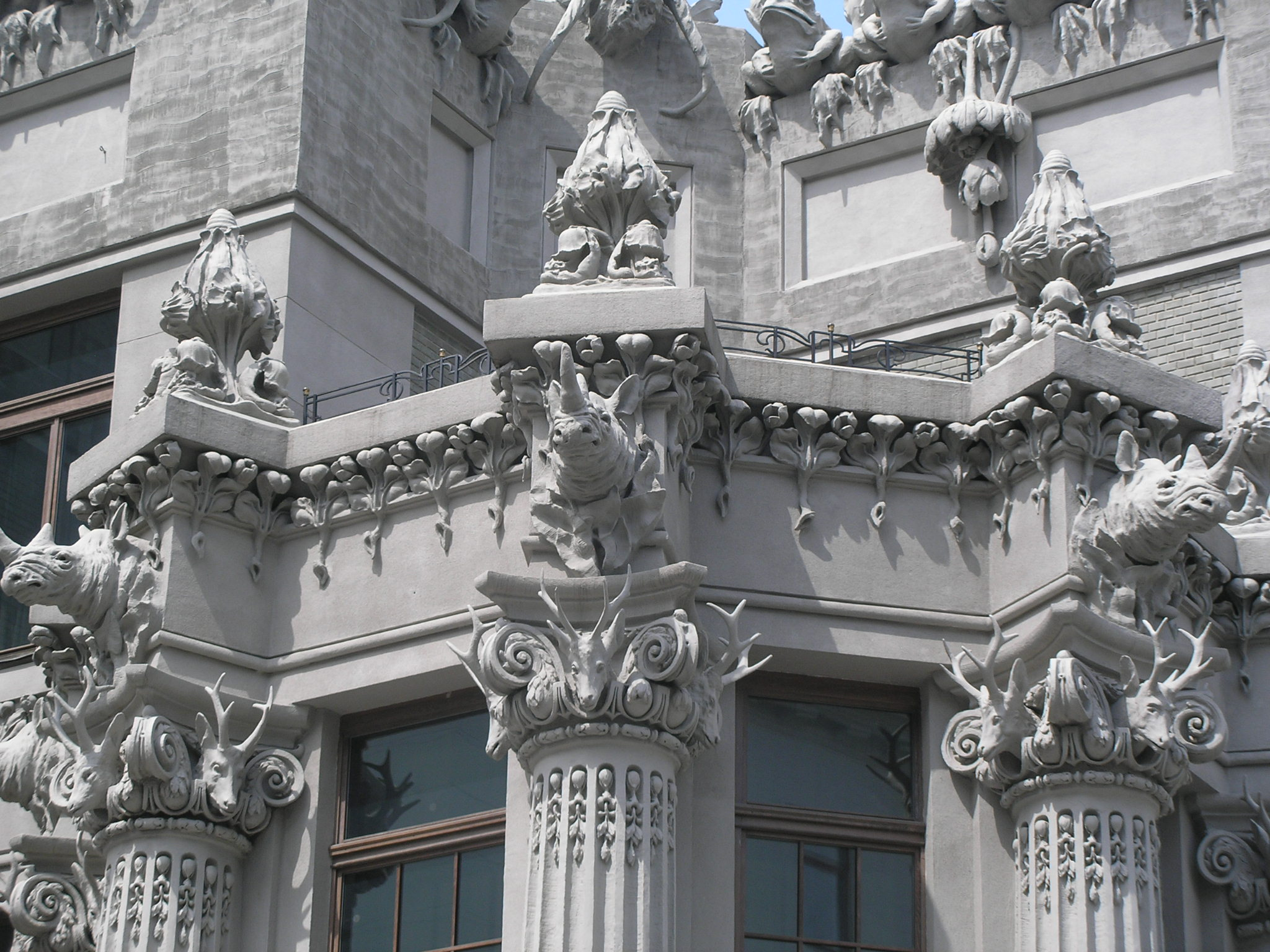
A hagyományos oszlopfőket szarvasok, a párkányt pedig rinocéroszok fejei díszítik
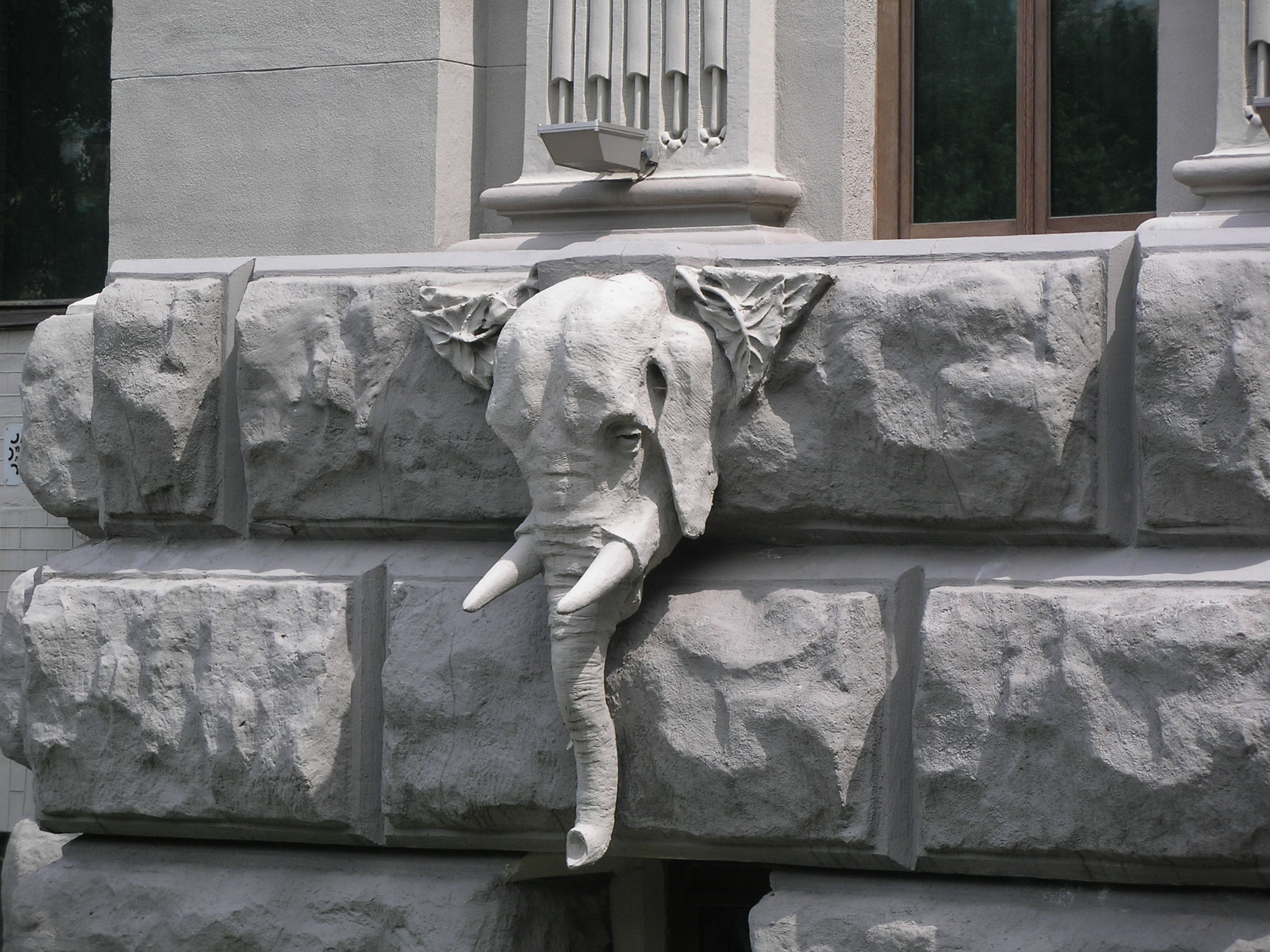
Elefánt fejű vízköpő
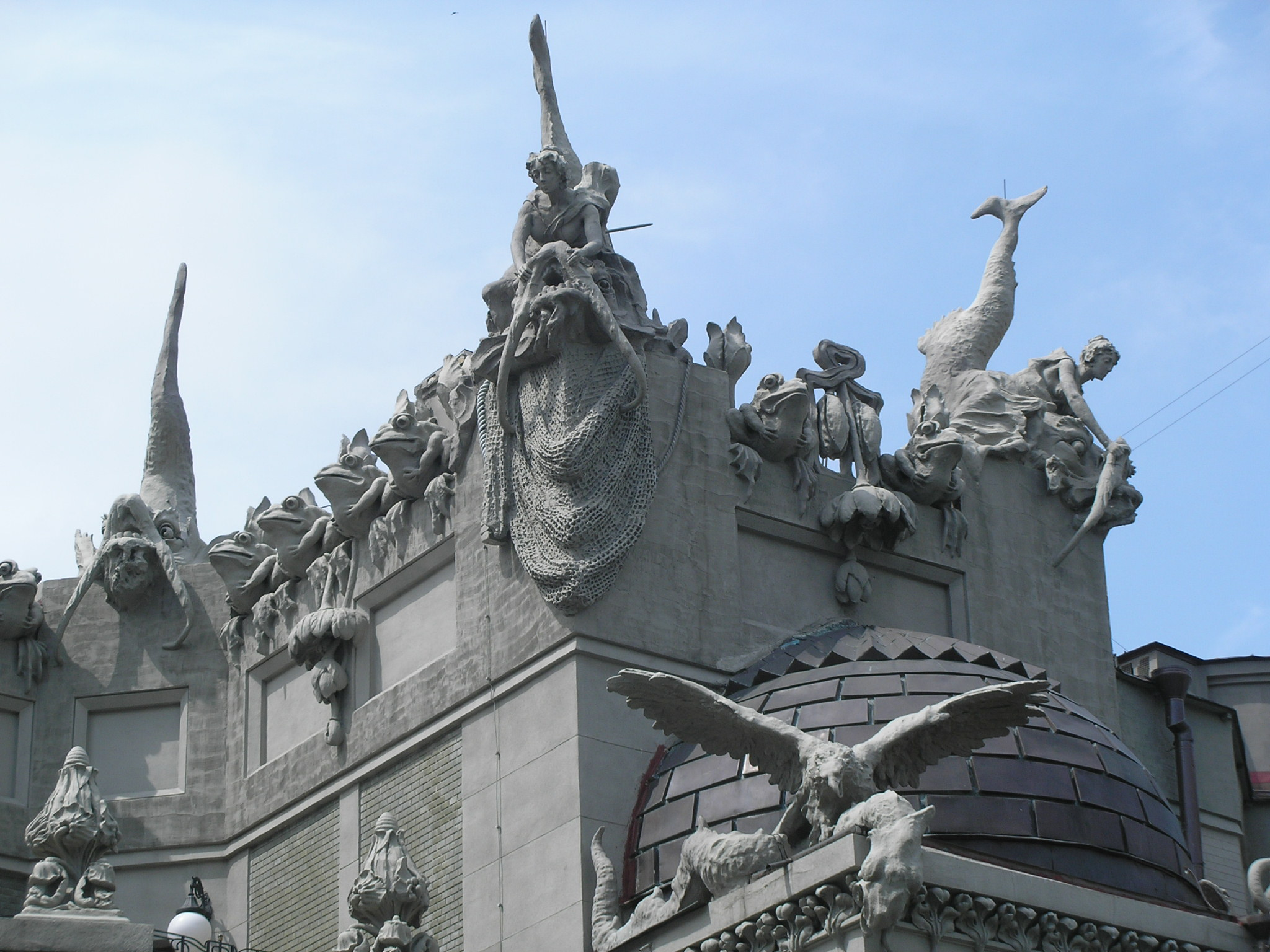
Az Emilio Sala által tervezett, sellőket, kétéltűeket és más élőlényeket ábrázoló szobrokból álló attika
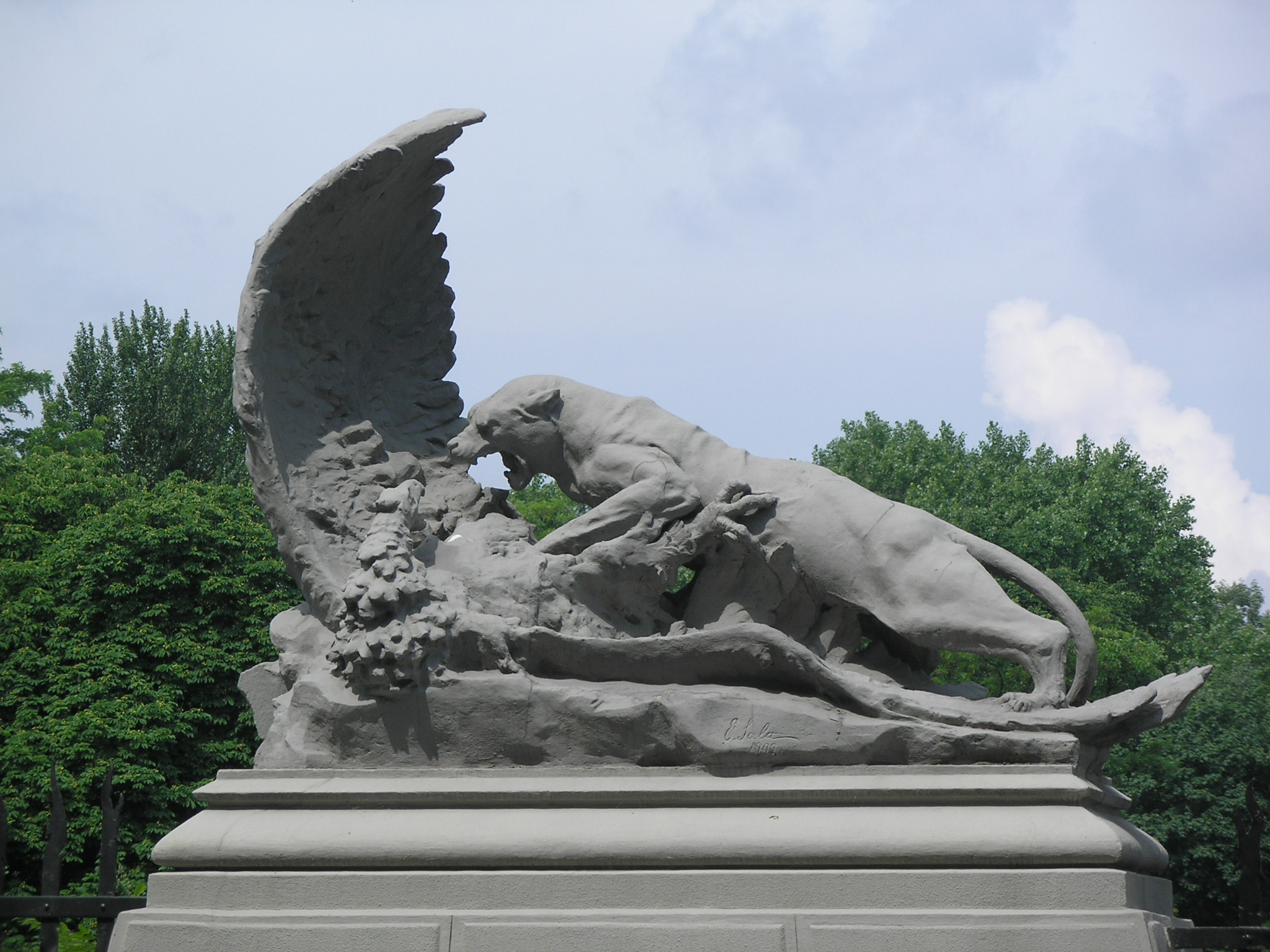
A ház körüli kert egyik szobra

### Az épület alaprajza és beosztása
A Khimairás házat úgy tervezték, hogy az egyes lakók és a lakásaik az egész szintet elfoglalják, minden szinten minden szükséges háztartási helyiség megtalálható volt, a saját konyhától a kis sminkszobákig. A nyitott alaprajz és az egész épületben megjelenő extra szobák jellemzőek a 20. század eleji gazdagok házaira. Az épület teljes területe 3309,5 négyzetméter.
Az épület legalsó szintjén, amely a domb mélyén helyezkedik el, két istálló, két szoba a kocsisok számára, egy közös mosókonyha és két különálló lakás volt. Mindkét apartman egy előszobából, egy konyhából, egy fürdőszobából és egy tárolóhelyiségből állt. Az első lakásban két lakószoba volt, a másodikban pedig három szoba. A legalsó szint feletti minden szintet úgy alakították ki, hogy csak egy-egy lakásnak adjon otthont.
A második szinti lakás hat lakószobából állt, emellett előszoba, konyha, büfé, három cselédszoba, fürdőszoba, két WC és két tárolóhelyiség tartozott. Ennek a lakásnak az éves bérleti díja 1200 rubel volt. Ugyanezen a szinten négy borospince is volt. Ezek a pincék a felsőbb szinteken lévő lakásokhoz tartoztak. A harmadik szinten nyolc lakószobából, előszobából, konyhából, mosogatószobából, két cselédszobából, fürdőszobából és két WC-ből állt a lakás, amely a főbejárattól a Bankova utca szintjénél valamivel alacsonyabban helyezkedett el. Ez már évi 2000 rubelbe került.
A legnagyobb lakás, amely magáé Horodeckié volt, egy dolgozószobából, egy nagyszobából és egy nappaliból, egy ebédlőből, egy budoárból, egy hálószobából, egy gyerekszobából, egy nevelőnői szobából, egy vendégszobából, három cselédszobából, konyhából, mosogatószobából, fürdőszobából, két WC-ből és két kamrából állt. Az szinten fölötte egy Horodecki lakásához hasonló méretű és kialakítású lakás volt. A legfelső szinten lévő lakásban egy szobával kevesebb volt; ennek pótlására egy összekötő teraszt kapott, ahonnan panorámás kilátás nyílt a városra.

## Galéria

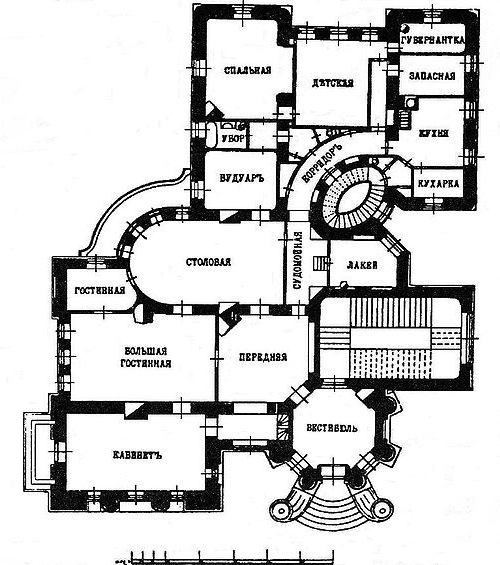
Az épület alaprajza
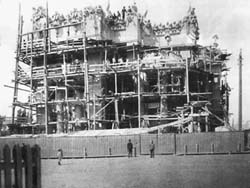
Az épülő ház, 1902
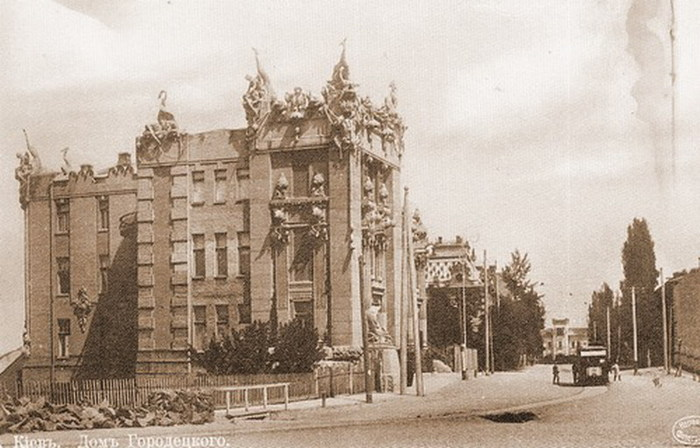
A ház a kész tetővel
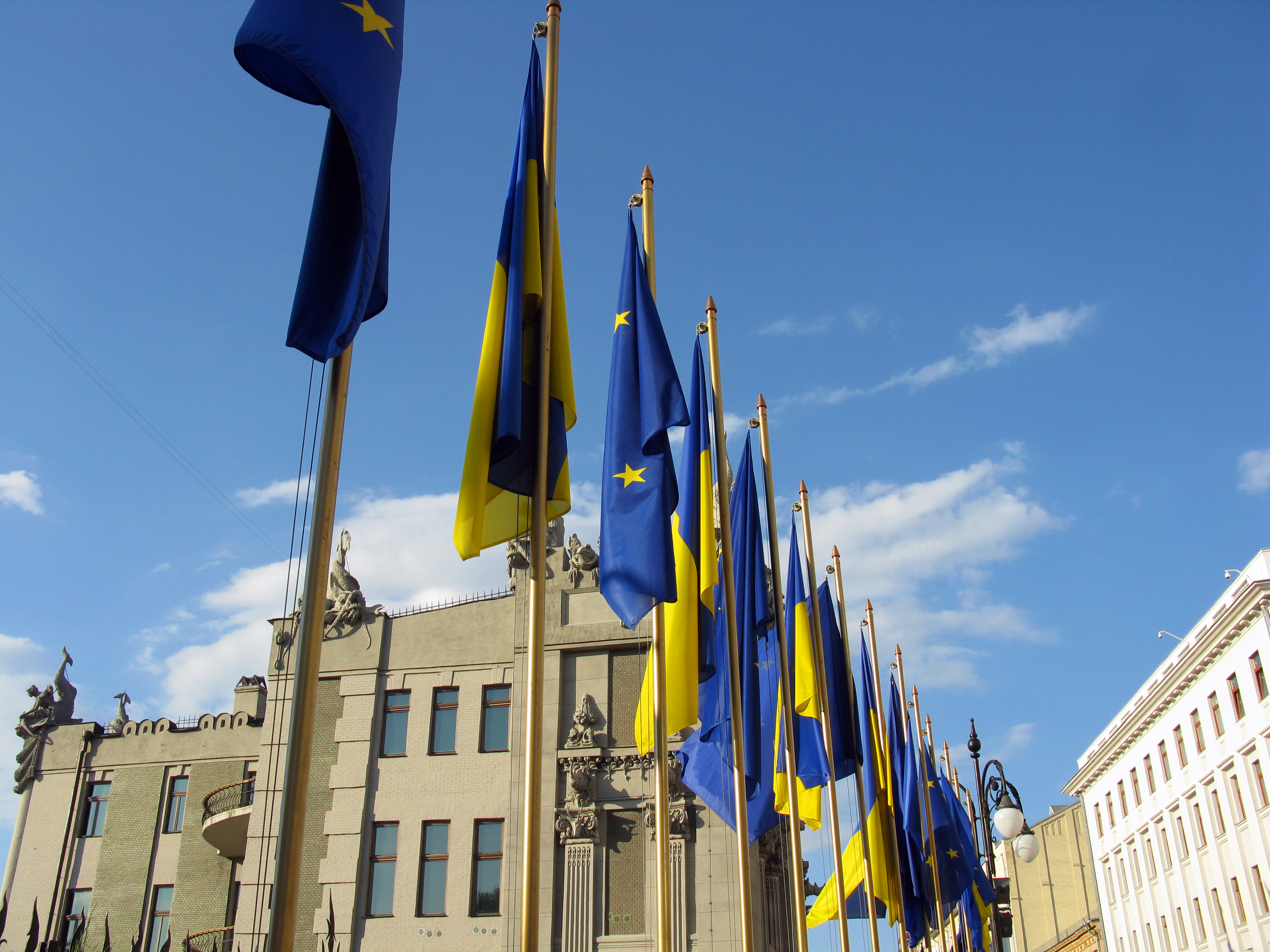
Ukrajna és az Európai Unió zászlaja az épület előtt
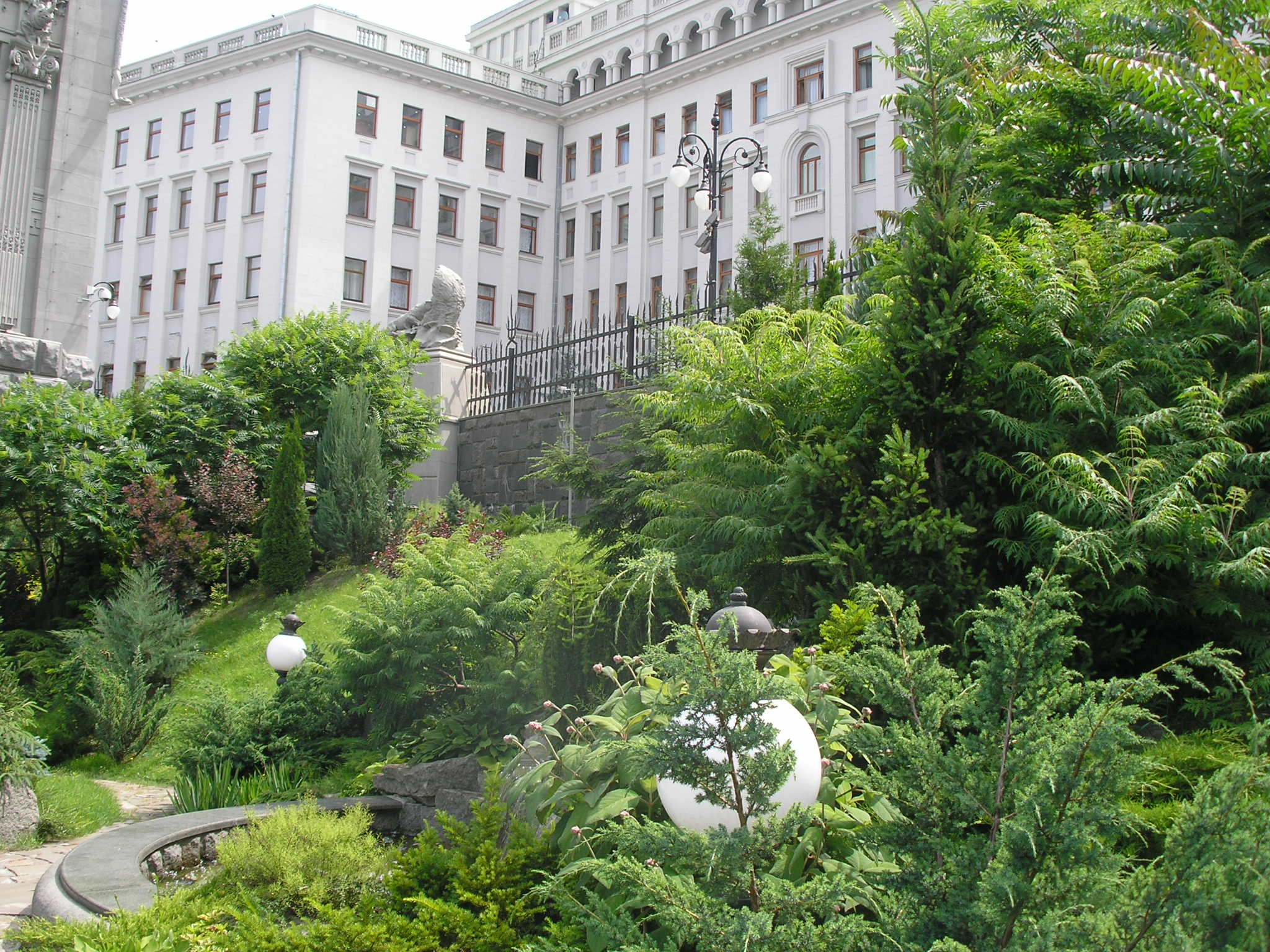
A házhoz tartozó sziklakert
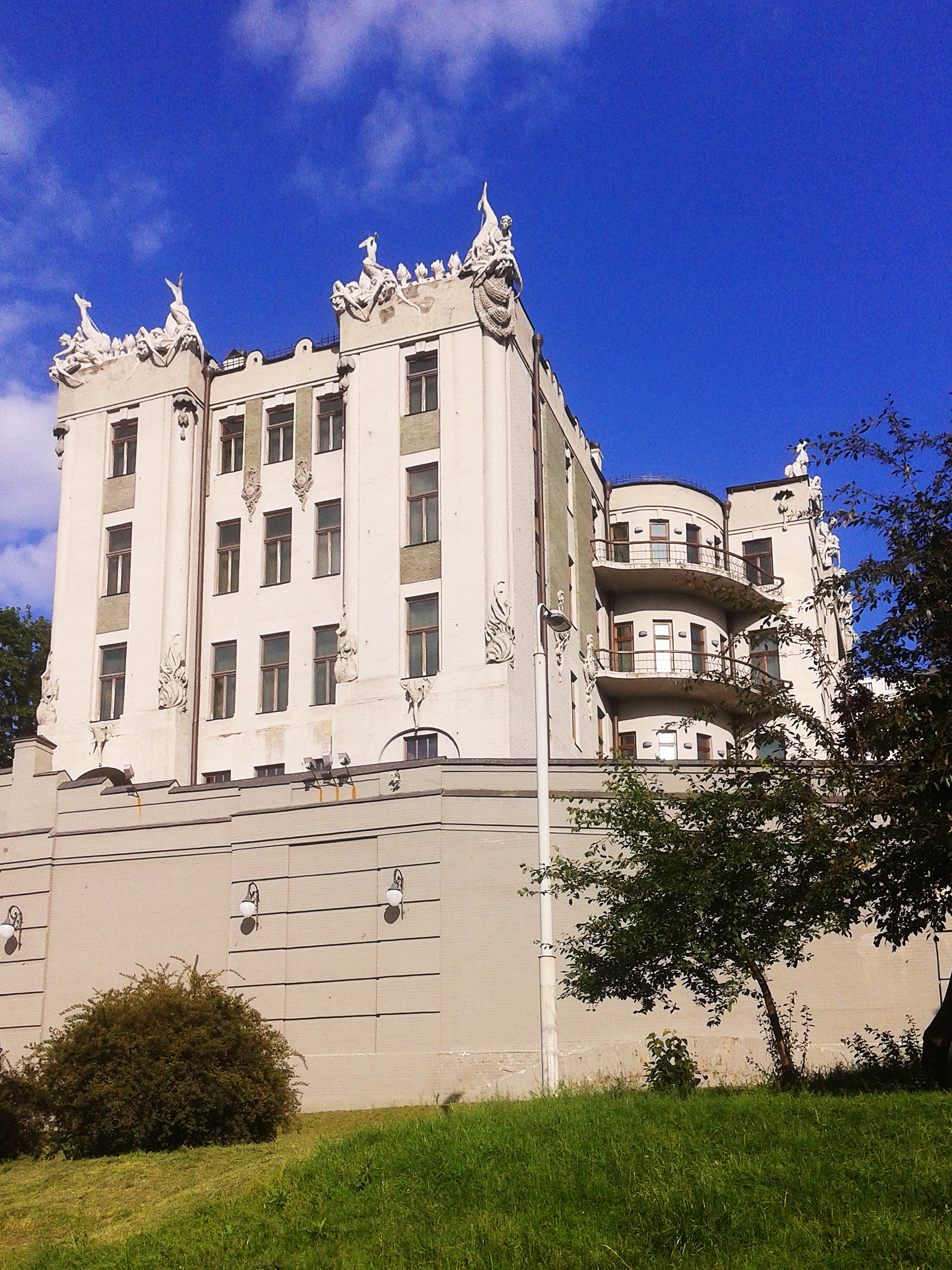
A kert felőli homlokzaton látszik az alsó két szintből álló talapzat
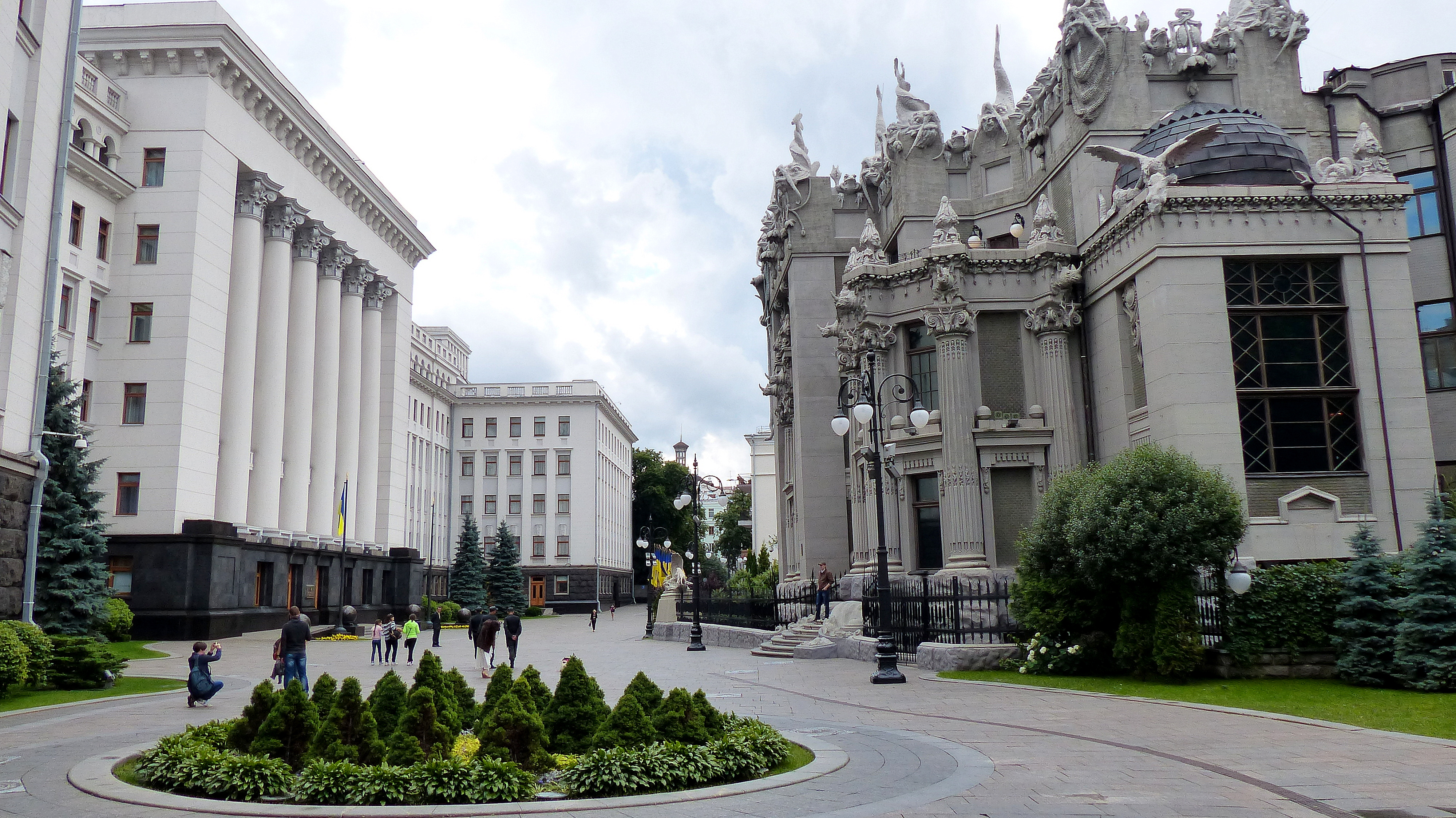
A Bankova utcából nézve, bal oldalon az Ukrán Elnöki Hivatal épülete

## Fordítás
- Ez a szócikk részben vagy egészben  a   House with Chimaeras című angol Wikipédia-szócikk ezen változatának fordításán alapul.  Az eredeti cikk szerkesztőit annak laptörténete sorolja fel. Ez a jelzés csupán a megfogalmazás eredetét és a szerzői jogokat jelzi, nem szolgál a cikkben szereplő információk forrásmegjelöléseként.